# Mordy (gemeente)
De gemeente Mordy is een stad- en landgemeente in het Poolse woiwodschap Mazovië, in powiat Siedlecki.
De zetel van de gemeente is in Mordy.
Op 30 juni 2004 telde de gemeente 6400 inwoners.

## Oppervlakte gegevens
In 2002 bedroeg de totale oppervlakte van gemeente Mordy 170,17 km², waarvan:
- agrarisch gebied: 74%
- bossen: 19%

De gemeente beslaat 10,61% van de totale oppervlakte van de powiat.

## Demografie
Stand op 30 juni 2004:
| Omschrijving                   | Totaal | Totaal | Vrouwen | Vrouwen | Mannen | Mannen |
| ------------------------------ | ------ | ------ | ------- | ------- | ------ | ------ |
| eenheid                        | aantal | %      | aantal  | %       | aantal | %      |
| inwoners                       | 6400   | 100    | 3208    | 50,1    | 3192   | 49,9   |
| bevolkingsdichtheid (inw./km²) | 37,6   | 37,6   | 18,9    | 18,9    | 18,8   | 18,8   |

In 2002 bedroeg het gemiddelde inkomen per inwoner 1217,35 zł.

## Administratieve plaatsen (sołectwo)
Czepielin, Czepielin-Kolonia, Czołomyje, Doliwo, Głuchów, Klimonty, Krzymosze, Leśniczówka, Ogrodniki, Olędy, Pieńki, Pióry-Pytki-Ostoje, Pióry Wielkie, Płosodrza, Ptaszki, Radzików-Kornica, Radzików-Oczki, Radzików-Stopki, Radzików Wielki, Rogóziec, Sosenki-Jajki, Stara Wieś, Stok Ruski, Suchodółek, Suchodół Wielki, Wielgorz, Wojnów, Wólka-Biernaty, Wólka Soseńska, Wyczółki.

## Aangrenzende gemeenten
Łosice, Olszanka, Paprotnia, Przesmyki, Siedlce, Suchożebry, Zbuczyn